# Ильинский сельсовет (Волоколамский район)
Ильинский сельсовет — упразднённая административно-территориальная единица, существовавшая на территории Московской губернии и Московской области в 1924—1984 годах.
Ильинский сельсовет был образован путём выделения из Кузяевского с/с в 1924 году в составе Калеевской волости Волоколамского уезда Московской губернии.
По данным 1926 года в состав сельсовета входили 4 населённых пункта — Ильинское, Житино, Поречье и Темниково.
В 1929 году Ильинский с/с был отнесён к Волоколамскому району Московского округа Московской области. При этом к Ильинскому с/с были присоединены Кузяевский и Темниковский с/с.
4 января 1952 года в Ильинский с/с было передано селение Аннино Медведковского с/с.
14 июня 1954 года к Ильинскому с/с был присоединён Успенский с/с.
27 августа 1958 года из Ильинского с/с в Шестаковский были переданы селения Акулово, Еремеево, Лелюшкино, Успенье и Танково, а из Строковского с/с в Ильинский — Веригино, Ворсино, Ситниково и Чеблоково.
20 августа 1960 года селение Веригино было возвращено в Строковский с/с.
26 декабря 1962 года Волоколамский район был переименован в Волоколамский сельский, в состав которого вошёл Ильинский с/с.
21 ноября 1964 года Волоколамский сельский район был переименован в Волоколамский, в состав которого вошёл Ильинский с/с.
25 октября 1984 года Ильинский сельсовет был упразднён. При этом его территория была передана в Чисменский сельсовет.